# Ella-Rae Smith
Ella-Rae Kirby-Smith (Bristol, 21 de febrero de 1998) es una actriz y modelo británica. Comenzó a modelar en el 2014 y saltó a la fama gracias a su interpretación de Phoebe en la serie de televisión Clique y como Nix en la serie dramática de artes marciales de AMC Into the Badlands.

## Biografía

### Infancia y estudios
Ella-Rae Smith nació el 21 de febrero de 1998 en Bristol (Reino Unido) y tiene dos hermanos más pequeños. Durante su infancia y juventud asistió a la Cotham School una escuela secundaria con estatus de academia en Cotham, un suburbio de Bristol. Fue descubierta a los 13 años para convertirse en modelo durante un viaje escolar a París y firmó su primer contrato en el 2014.

### Carrera
Su primer papel televisivo fue en la serie británica Marley's Ghosts, donde interpretó el papel de Mia durante dos episodios de la segunda temporada y su debut cinematográfico fue en Butterfly Kisses que se estrenó en 2017, al año siguiente tuvo un pequeño papel en la película The Commuter. Entre 2018 y 2019 participó en la serie de televisión Clique como Phoebe Parker-Fox. Además de su trabajo en series de televisión y películas para la gran pantalla, ha trabajado en numerosos cortometrajes en los últimos dos años.
En 2017 fue elegida para interpretar el papel de Nix en la serie dramática de artes marciales de AMC Into the Badlands. En 2019, interpretó a uno de los miembros del equipo de Madame M en la película Hobbs & Shaw. Ese mismo año tuvo un papel episódico en la serie de televisión web The Witcher, basada en la Saga de Geralt de Rivia, donde interpreta el personaje de Fola en el episodio 7 de la primera temporada, titulado Before a Fall. En 2020 interpretó el papel de Daisy Hoy en la serie británica de Netflix The Stranger (No hables con extraños).
En febrero de 2022 la plataforma Apple TV+ reveló que había sido seleccionada para participar en la segunda temporada de la serie de televisión web estadounidense de ciencia ficción Fundación, donde interpretara el papel de la joven Reina Sareth del Dominio de las Nubes que se encuentra en una búsqueda secreta de venganza. Ese mismo año, participó en la producción de Sky Original Into de Deep donde dio vida al personaje principal Jess, también interpretó el papel de la joven Berry, la hija de Wendy Darling en la producción The Lost Girls una nueva adaptación del clásico cuento de Peter Pan, dirigido por Livia De Paolis, en su segundo largometraje como directora.
El 13 de febrero de 2024, se estrenó la película de suspense My Bloody Galentine, escrita por Eliza Maher y dirigida por Traci Hays, donde Smith interpreta el personaje de Jadyn.

## Filmografía

### Cine
| Año            | Título                                | Papel         | Notas        | Ref.          |
| -------------- | ------------------------------------- | ------------- | ------------ | ------------- |
| 2017           | Butterfly Kisses                      | Ella          |              |               |
| 2018           | El pasajero                           | Sofía         |              |               |
| 2018           | The Academy                           | Óptica        | Cortometraje |               |
| 2018           | Dead Birds                            | Jennifer      | Cortometraje |               |
| 2018           | Boogie Man                            | Kristen       |              |               |
| 2018           | 2:Hrs                                 | Vic           |              |               |
| 2018           | Heart's Ease                          | Polly         | Cortometraje |               |
| 2018           | The Passenger                         | Sofía         |              |               |
| 2019           | Fast & Furious Presents: Hobbs & Shaw | Madame M Crew |              |               |
| 2020           | The Existential Hotline               | Simone        | Cortometraje |               |
| 2021           | Sweetheart                            | Isla          |              | [ 16 ] [ 17 ] |
| 2021           | Seance                                | Helina        |              |               |
| 2022           | The Lost Girls                        | Berry         |              | [ 14 ]        |
| 2022           | Into The Deep                         | Jess          | Sky Original | [ 18 ]        |
| 2024           | My Bloody Galentine                   | Jadyn         |              | [ 15 ]        |
| 2024           | Aurora                                | Sofía         | Cortometraje |               |
| 2024           | Paranoia                              | Gila          | Cortometraje |               |
| (Fuente: IMDb) |                                       |               |              |               |

### Televisión
| Año            | Título                 | Papel             | Notas                                                         | Ref.   |
| -------------- | ---------------------- | ----------------- | ------------------------------------------------------------- | ------ |
| 2016           | Marley's Ghosts        | Mia               | 2 episodiosː «The Art Teacher» y «Fit»                        |        |
| 2017–2018      | Clique                 | Phoebe Parker-Fox | Papel secundario, (temporada 1); papel invitado (temporada 2) |        |
| 2018–2019      | Into the Badlands      | Nix               | Papel principal; 16 episodios                                 | [ 1 ]  |
| 2019           | The Witcher            | Fola              | Episodioː «Before a Fall»                                     | [ 8 ]  |
| 2020           | No hables con extraños | Daisy             | 8 episodios                                                   | [ 9 ]  |
| 2022           | Dangerous Liaisons     |                   | Episodio «You Don't Know Me»                                  |        |
| 2023           | Fundación              | Reina Sareth      | Temporada 2; 8 episodios                                      | [ 19 ] |
| 2024           | One Day                | Naomi             | Episodio #1.3                                                 |        |
| (Fuente: IMDb) |                        |                   |                                                               |        |